# Lijst van spelers van Korona Kielce
Deze lijst bevat voetballers die bij de Poolse voetbalclub Korona Kielce spelen of gespeeld hebben. De namen zijn alfabetisch gerangschikt.

## A
- Andradina

## B
- Stanislaw Badowski
- Piotr Bagnicki
- Jakub Bąk
- Svetoslav Barkanichkov
- Robert Bednarek
- Adrian Bergier
- Arkadiusz Bilski
- Grzegorz Bonin
- Tomasz Brzyski
- Paweł Buśkiewicz

## C
- Piotr Celeban
- Przemyslaw Cichon
- Łukasz Cichos
- Radosław Cierzniak
- Adam Czerkas

## D
- Radek Dejmek
- Veselin Đoković
- Anatolie Doroş
- Karol Drej
- Marcin Drzymont

## E
- Edson Miolo

## F
- Dariusz Frankiewicz

## G
- Krzysztof Gajtkowski
- Piotr Gawęcki
- Paweł Golański
- Jakub Grzegorzewski

## H
- Hermes
- Hernâni

## J
- Dawid Janczyk
- Lukáš Janič
- Damian Jędryka
- Artur Jedrzejczyk
- Vlastimir Jovanovic

## K
- Marcin Kaczmarek
- Paweł Kaczmarek
- Paweł Kal
- Arkadiusz Kaliszan
- Olivier Kapo
- Maciej Kicinski
- Jacek Kiełb
- Krzysztof Kiercz
- Marcin Klatt
- Robert Kolendowicz
- Ernest Konon
- Maciej Korzym
- Marcin Kosmicki
- Kacper Kostorz
- Maciej Kowalczyk
- Wojciech Kowalewski
- Dariusz Kozubek
- Paweł Król
- Jacek Kubicki
- Artur Kupiec
- Marcin Kus
- Kamil Kuzera
- Aleksander Kwiek

## L
- Dariusz Latka
- Grzegorz Lech
- Piotr Leciejewski
- Tomasz Lisowski

## M
- Piotr Malarczyk
- Łukasz Maliszewski
- Wojciech Małecki
- Zbigniew Małkowski
- Jacek Markiewicz
- Ilian Micanski
- Michał Michałek
- Maciej Mielcarz
- Nikola Mijailović
- Piotr Misztal
- Maciej Mizia
- Adam Mójta
- Frankline Mudoh

## N
- Lukasz Nawotczyński
- Andrzej Niedzielan
- Marcin Nowacki
- Marek Nowak
- Tomasz Nowak

## O
- Tomasz Owczarek

## P
- Paulius Paknys
- Maciej Pastuszka
- Bartłomiej Pawłowski
- Jaroslaw Piatkowski
- Grzegorz Piechna
- Krzysztof Pilarz
- Sander Puri
- Krzysztof Pyskaty

## R
- Kamil Radulj
- Aleksandar Radunović
- Marcin Robak
- Damian Rozej
- Sławomir Rutka
- Robert Rzeczycki

## S
- Artur Sarnat
- Paweł Sasin
- Maciej Sawicki
- Andrius Skerla
- Krzysztof Smoliński
- Paweł Sobolewski
- Paweł Socha
- Elia Soriano
- Pavol Staňo
- Andrzej Stretowicz
- Wieslaw Surlit
- Piotr Świerczewski
- Maciej Szajna
- Tomasz Szewczuk
- Lukasz Szymoniak
- Marek Szyndrowski

## T
- Maciej Tataj
- Michał Trzeciakiewicz

## V
- Aleksandar Vuković

## W
- Cezary Wilk
- Maciej Wilusz
- Tomasz Wojcik
- Tomasz Wroblewski

## Z
- Jakub Zablocki
- Łukasz Załuska
- Mariusz Zganiacz
- Michał Zieliński